# Lars Aslan Rasmussen
Lars Aslan Rasmussen (født 31. oktober 1978 i København) er en dansk politiker, der var medlem af Folketinget for Socialdemokraterne fra 4. april 2016, hvor han afløste Helle Thorning-Schmidt, til november 2022. Tidligere (i 2002) var han landsformand for Socialistisk Folkepartis Ungdom.

## Historie
Aslan er født og opvokset på Nørrebro i København. Han er søn af en dansk mor og en kurdisk far. Han blev uddannet som speciallærer i 2005 på Blaagaard Seminarium.
Aslan har været medlem af Københavns Borgerrepræsentation fra 2006 til 2016.
I 2012 modtog han prisen "Årets laks" for sit arbejde for homoseksuelles rettigheder.

## Folketinget
Lars Aslan Rasmussen var opstillet til Folketinget i Nørrebrokredsen (Københavns Storkreds) ved folketingsvalget i 2015 og blev førstesuppleant for Socialdemokratiet i storkredsen. Han afløste derfor Helle Thorning-Schmidt da hun blev direktør for International Red Barnet i april 2016.
Han blev efterfølgende genvalgt ved folketingsvalget 2019, men opnåede ikke genvalg ved det følgende folketingsvalg i november 2022.
I Folketinget var Lars Aslan Rasmussen blandt andet sit partis EU-ordfører 2019-2020, Færøerneordfører 2019-2020, formand Næstformand for Europaudvalget, 2019-2020 og formand for den danske delegation til Europarådets Parlamentariske Forsamling, 2019-2020.